# George Bogle
George Bogle (26 november, 1747 - Calcutta, 3 april 1781) was een Schot in dienst van de Britse Oost-Indische Compagnie. Hij was de eerste Brit die op een diplomatieke missie naar Tibet werd gezonden. Bogle studeerde logica aan de Universiteit van Edinburgh en vervolgde zijn studie daarna aan een private school in Enfield Town, in de buurt van Londen. Na zijn studie reisde hij zes maanden door Frankrijk. Zijn broer Robert hielp hem aan een baan als klerk in de Londense kantoren van Bogle and Scott, waar hij vier jaar bleef werken. Daarna kon hij dankzij de contacten van zijn familie in dienst treden bij de Britse Oost-Indische Compagnie. De gouverneur-generaal van de compagnie, Warren Hastings, benoemde Bogle tot zijn privé-secretaris.

## Achtergrond

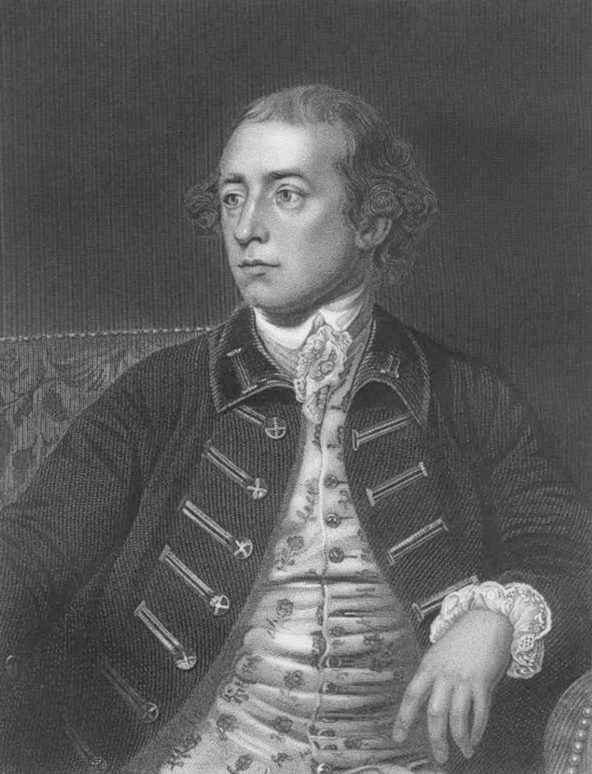
Warren Hastings

Vanaf ongeveer 1770 had Bhutan geprobeerd het Indiase prinsdom Cooch Behar te domineren. Dat bracht Bhutan uiteindelijk in conflict met de Britten en het resultaat daarvan was de annexatie van het prinsdom door de Britse Oost-Indische Compagnie. De Druk Desi van Bhutan, Zhidar, werd in zijn land geconfronteerd met een burgeroorlog. Hij vluchtte naar Tibet en werd daar gevangen gehouden door de zesde panchen lama Lobsang Pälden Yeshe (1738-1780). Een nieuwe Druk Desi werd in Bhutan geïnstalleerd en dat gaf de panchen lama de mogelijkheid het initiatief te nemen. In 1774 zond hij een brief en geschenken aan Warren Hastings met het verzoek de vijandelijkheden tegen van Bhutan te staken.
Sinds 1699 konden Europese handelaars onder strikte en zeer beperkende voorwaarden in Kanton handel drijven met China. De ambitie van Warren Hastings was om een rechtstreekse diplomatieke en/of handelsrelatie te creëren met China. Hastings zag Calcutta daarbij als de spil van die relatie. In de brief en de geschenken zag Hastings dan ook een mogelijkheid om via de achterdeur  van de panchen lama en Tibet contacten te leggen met het keizerlijk hof in Peking.
Die brief en geschenken waren Hastings overhandigd door een goasin met de naam Purangir. Goasins waren celibataire Hindoe-asceten. Hun hele volwassen leven werd besteed uit een voortdurende bedevaart, gecombineerd met handel. Het hoogtepunt van hun pelgrimages en handel lag in de 18e eeuw en begin 19e eeuw. Hun handel met Tibet bestond vooral uit koraal, afkomstig uit de Rode Zee en de Perzische Golf, en parels die zij via een route van pelgrimsplaatsen in India naar Tibet brachten. Dat werd in Tibet verhandeld voor stofgoud, muskus en jakstaarten. Goasins werden door bestuurders ook gebruikt als informant en als agent voor meer delicate opdrachten.

## De reis van George Bogle

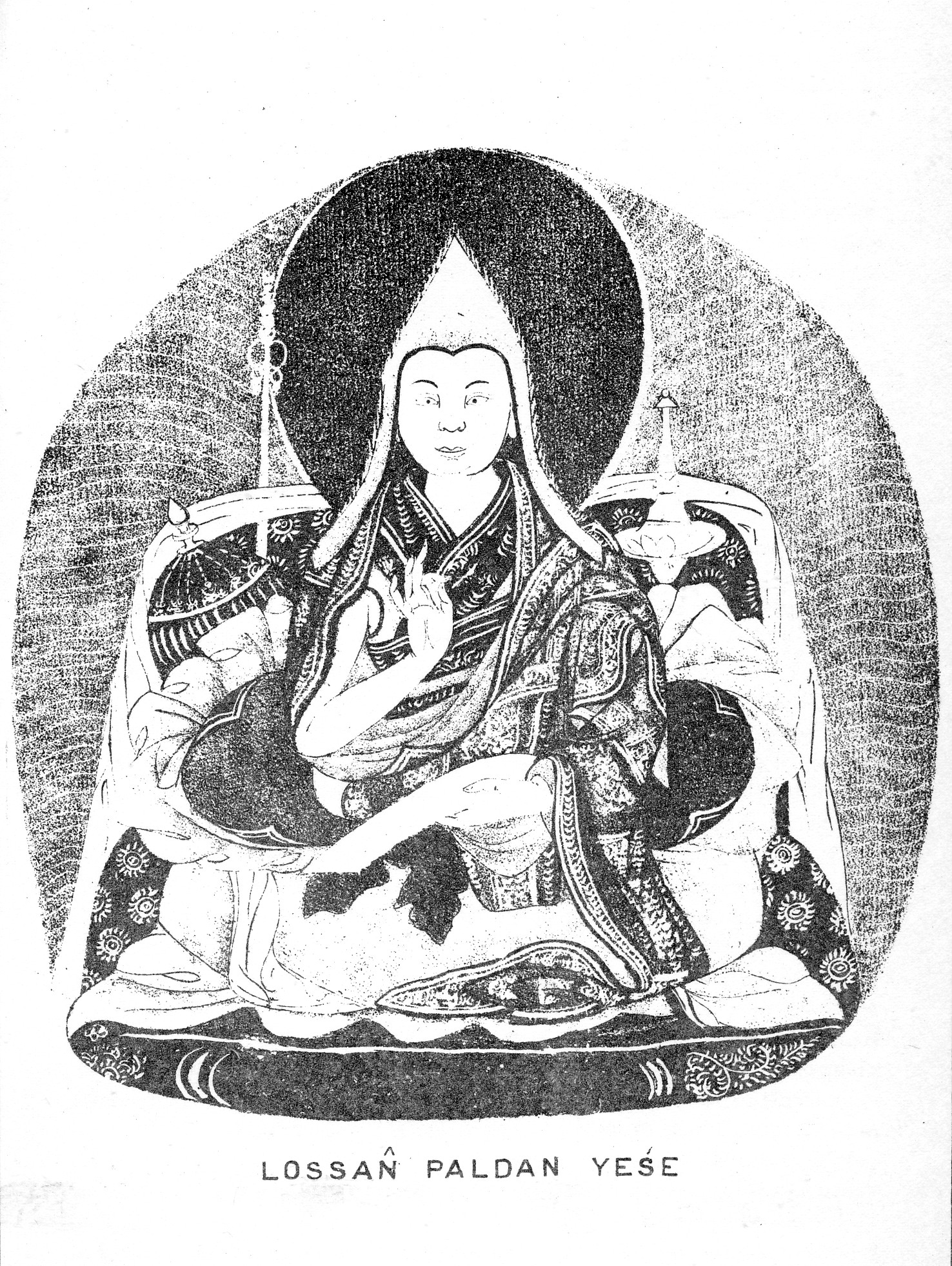
Lobsang Pälden Yeshe

Hastings benoemde zijn protegé Bogle tot de leider van een delegatie die de panchen lama zou gaan bezoeken. Een hospik, Alexander Hamilton, de goasin Purangir en verder veel dragers zouden hem vergezellen. De instructies aan Bogle waren om een brief  en geschenken van Hastings aan de panchen lama te overhandigen en verder alles te onderzoeken wat voor handel tussen Bengalen en Tibet en aangrenzende gebieden relevant kon zijn.
De reis begon in mei 1774. Na enkele weken arriveerde het gezelschap in Bhutan en verblijft geruime tijd in een huis nabij Tashicho dzong, het klooster en regeringsgebouw van de nieuwe Druk Desi. Kort daarvoor had Bogle een brief van de panchen lama ontvangen. De Britten hadden hem niet geïnformeerd over de delegatie of hem een verzoek gedaan tot toestemming Tibet in te gaan.
In de brief meldde de panchen lama dat de missie van Bogle tevergeefs was. Tibet was onderdeel van China en de keizer had bepaald dat Europeanen Tibet niet binnen mochten. De panchen lama voegde eraan toe, dat als de keizer gemakkelijk benaderbaar zou zijn, hij deze kwestie wel aan hem voor zou willen leggen, maar de communicatie met de keizer vergde meer dan een jaar gezien de grote afstand. De panchen lama verzocht Bogle terug te keren naar Calcutta.
Bogle vraagt de Druk Desi om bemiddeling, maar die weigert medewerking. Er arriveerde een tweede brief van de panchen lama, die Bogle opnieuw de toegang tot het land ontzegt. Uiteindelijk besloot Bogle Purangir met een brief naar de panchen lama te zenden. Deze weet de panchen lama te overtuigen Bogle toe te laten tot Tibet. Daarmee gaat de panchen lama in tegen het bevel van Jampäl Geleg Gyatso, de regent in Tibet. Hij had de panchen lama opgedragen geen medewerking te verlenen.
In november 1774 arriveerde het gezelschap dan bij het klooster Dechenrubje. Vanwege een uitbraak van pokken in de omgeving van zijn residentie in Tashilhunpo verbleef de panchen lama op dat moment in het klooster. Na een verblijf van ongeveer een maand vertrokken ze naar Tashilhunpo.
De twee mannen konden het uitstekend met elkaar vinden, ook omdat beiden zonder tussenkomst van een tolk met elkaar in het Hindi konden praten. Ze ontwikkelden een vriendschappelijke relatie met elkaar, maar Bogle kwam weinig verder ten aanzien van zijn uiteindelijke doel. De panchen lama was een  geroutineerd politicus, die vermeed om de regent en de Chinese autoriteiten tegen zich in het harnas te jagen.
Op verzoek van de panchen lama werd later een boeddhistische tempel gebouwd aan de oever van de rivier Hooghly nabij Calcutta, Bhot Bagan of Tuin van Tibet. Purangir was de bouwmeester en latere beheerder van het complex. Opnieuw werd hier pelgrimage gecombineerd met handel. Er waren onderkomens voor Tibetaanse pelgrims in India, maar ook grote opslagplaatsen voor handelsdoeleinden.

## Ontwikkelingen na de reis

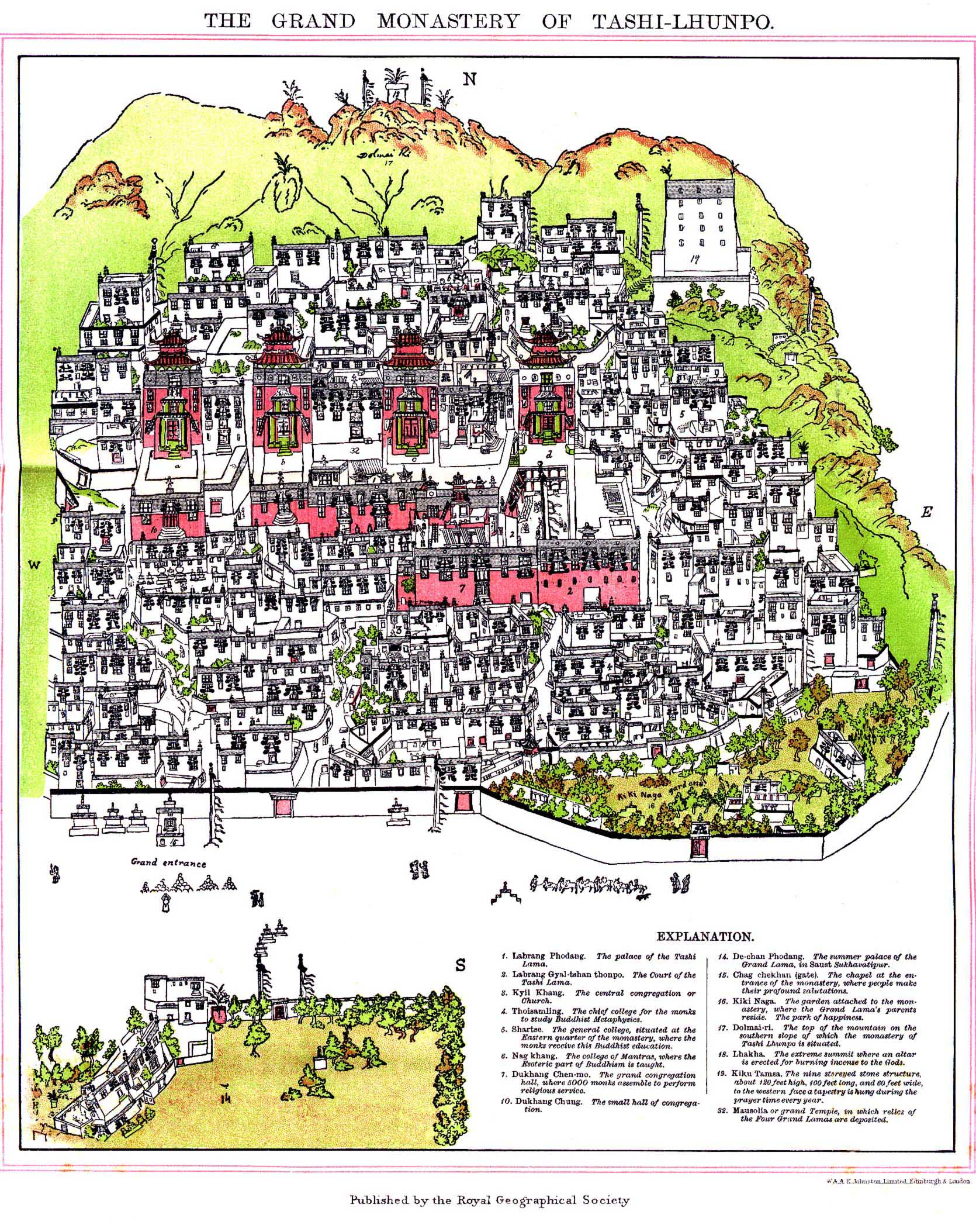
Een tekening van Tashilhunpo eind 19e eeuw

In juli 1775 is Bogle weer in Calcutta. In de jaren daarna is er enkele correspondentie tussen hem en de panchen lama. In 1778 was sprake van een tweede reis van Bogle naar Tibet. Eind van dat jaar bereikt Bogle en Hastings echter het bericht dat de panchen lama was uitgenodigd om de zeventigste verjaardag van de keizer Qianlong bij te wonen. De tekst van die brief is verloren gegaan en nooit bekend geworden. Bogle heeft echter in brieven aan zijn familie in Schotland geschreven dat in de brief van de panchen lama deze beloofd zou hebben zijn invloed bij de keizer  aan te wenden hem toegang tot China te verzekeren.
Hastings en Bogle zonden Purangir met geschenken naar de panchen lama. Als deze in Tashilhunpo arriveert is de panchen lama reeds vertrokken. In december 1779 sloot Purangir bij het reisgezelschap van de panchen lama in het klooster Kumbum. 
Purangir reisde met de panchen lama naar Chengde en Peking. In latere rapporten aan Hasting schreef Purangir dat de panchen lama inderdaad mogelijke contacten tussen het Britse en Chinese rijk besproken had met de keizer. De meeste historici gaan er echter van uit, dat dit een bericht was om zijn Britse opdrachtgever tevreden  te stellen. De panchen lama was tijdens zijn verblijf in Peking aan de pokken overleden.
Bogle had inmiddels de lucratieve post van resident en belastinginspecteur in Rangpur gekregen. In januari 1781 verwierf hij een nog meer lucratieve functie in Calcutta als bestuurder van de belastinginspectie daar. Op 3 april 1781 nam hij zijn dagelijkse bad in een bassin met regenwater en verdronk.
Uit diverse documenten is bekend dat Bogle minimaal vijf kinderen had. Na zijn dood werden die verzorgd door vrienden van hem. In 1784 werden twee dochters, Mary en Martha, voor hun verdere opvoeding naar Engeland gezonden. Er was een - veel vermeld -  verhaal in de familie van Bogle, dat hij een langdurige relatie zou hebben gehad met een Tibetaanse vrouw. In dat verhaal werd die vrouw benoemd als Tichan, de zuster van de panchen lama.  Mary zou de dochter uit die relatie zijn. Dat lijkt hoogst onwaarschijnlijk. In het reisjournaal of de dagboeken van zowel Bogle als de hospik Hamilton is daar niets van te vinden. Het is wel duidelijk dat Bogle tijdens de reis met een vrouw in Bhutan en/of Tibet seksueel contact moet hebben gehad. Uit het dagboek van Hamilton wordt duidelijk dat Bogle op de terugreis naar Calcutta gonorroe had.

## Samuel Turner en Purangir
In 1783 besloot Warren Hastings een nieuwe missie naar Tashilhunpo te zenden. De aanleiding was de bevestiging van de ontdekking van de nieuwe reïncarnatie van de panchen lama het jaar daarvoor, Pälden Tenpey Nyima (1781-1853). Die delegatie bestaat uit drie man, waarvan Samuel Turner de leider is. Als ze in Bhutan zijn, moet opnieuw Purangir onderhandelen over hun toelating.
Het resultaat, dat Turner met de arts Robert Saunders ontvangen werd in Tashilhunpo, waar ze gesprekken voerden met onder meer de regent, de broer van de overleden Lobsang Pälden Yeshe. Er vond ook een ontmoeting plaats met de dan net driejarige Pälden Tenpey Nyima. Uit de gesprekken met de regent en ministers werd het Turner echter duidelijk, dat een poging om relaties tussen Calcutta en Peking te realiseren zinloos zou zijn.
In 1784 besloot Warren Hasting een handelsonderneming te (laten) stichten, die belastingvrij tussen Tibet en Bengalen zou kunnen handelen. Om dat in goede banen te leiden zond hij begin 1785 Purangir opnieuw naar Tashilhunpo. De handelsonderneming had enig succes. Het rapport van Purangir meldde dat in 1785 en 1786 de markten rondom Tashilhunpo goed voorzien waren van Bengaalse en Britse goederen.
In dat jaar werd Purangir ook verzocht een reis naar Lhasa te maken om het zaad van de plant Thee te verkrijgen en dat in  Rangpur af te leveren, tezamen met een inheems iemand die verstand heeft van de theecultuur. Van die onderneming is niets bekend. In 1792 werd Purangir verzocht zijn eigen dagboeken van zijn reizen naar Tibet en China ter beschikking te stellen. Dat materiaal is om onbekende redenen verloren gegaan.
Door de invallen van de  Gurkha's in met name het gebied rondom Tashilhunpo in 1789 en 1791 was toen echter al een wezenlijk verschillende situatie  ontstaan en werd in feite de verstandhouding tussen Tashilhunpo en Calcutta verbroken.

## Publicaties
George Bogle had een zeer groot aantal aantekeningen en verslagen geschreven van zijn reis. Hij was er echter nooit toegekomen dit te ordenen. In Londen verkreeg een van zijn vrienden, John Stewart, in 1776 het lidmaatschap van de Royal Society. Hij zorgde ervoor dat een samenvatting van enkele brieven van Bogle aan hem werd voorgelezen. De tekst van lezingen bij de Royal Society werd ook gepubliceerd in het tijdschrift Philosophical Transactions.
Het was uiteindelijk Clements Robert Markham, secretaris van zowel de Royal Geographical Society als de Hakluyt Society, die al het materiaal uit diverse bronnen ordende en het verhaal in 1876 publiceerde onder de titel  Narratives of the Mission of Georges Bogle to Tibet and of the Journey of Thomas Manning  to Lhasa. Dit boek was later de inspiratie van Sarat Chandra Das (1847-1917) voor zijn interesse in Tibet.